# Carlos Hernández Mirón
Carlos Hernández Mirón (Ciudad de México, 21 de noviembre de 1972) es un político mexicano, miembro del partido Movimiento Regeneración Nacional (Morena) y con anterioridad del Partido de la Revolución Democrática (PRD). Ha sido en una ocasión diputado federal y en dos diputado a los organismos legislativos de la Ciudad de México.

## Biografía
Tiene estudios truncos de licenciatura en Derecho. A lo largo de su carrera política se ha desempeñado como representante del PRD ante el Consejo Local Vigilancia del Registro Federal de Electores en el Distrito Federal yante el Consejo Distrital 37, 38 y 40 del Instituto Electoral del Distrito Federal; así como oficial mayor del comité delegacional del PRD en Tlalpan, Distrito Federal, y secretario técnico del Comité Técnico de Residuos Sólidos de la entonces Asamblea Legislativa del Distrito Federal.
En las elecciones locales de 2006 del Distrito Federal fue elegido diputado a la IV Legislatura de la Asamblea Legislativa del Distrito Federal por el distrito local 40 de dicho año a 2009, y en la que fue presidente de la comisión de Notariado, y del comité de Trabajo de Límites Territoriales. De 2009 a 2011 fue director general de Desarrollo Social y en 2011 director general de Servicios Urbanos de la entonces delegación Tlalpan por nombramiento del jefe delegacional Higinio Chávez García.
Renunció a dicho cargo para ser nuevamente candidato del PRD a diputado local por el Distrito 40 en las elecciones de 2012, resultando ganador, representó al distrito en la VI Legislatura de la Asamblea Legislativa de 2015 a 2015, en la que fue presidente de la comisión de Desarrollo e Infraestructura Urbana; vicepresidente de la comisión de Uso y Aprovechamiento de Bienes y Servicios Públicos; del comité de Asuntos Interinstitucionales; secretario de las comisiones Registral y Notarial; y, Jurisdiccional; e integrante de las comisiones de Desarrollo Social; de Cultura; Especial para el Fomento de la Inversión en Infraestructura para la Ciudad; y, Especial sobre el Suministro y Cobro de Energía Eléctrica en el Distrito Federal y del Comité de Estudios y Estadísticas sobre la Ciudad de México.
Al término de su cargo, en las elecciones de 2015 fue postulado candidato del PRD y el Partido del Trabajo (PT) a diputado federal por el Distrito 14 del Distrito Federal; resultó triunfador en la elección al recibir el 29.70% de los votos, frente al 27.93% de los recibidos por su competidor de Morena, Alfonso Ramírez Cuéllar. Representó a dicho distrito en la LXIII Legislatura de 2015 a 2018 y en donde fue secretario de las comisiones de Ciencia y Tecnología; de Alimentación; de Movilidad; de Hacienda y Crédito Público; y, del Comité del Centro de Estudios de las Finanzas Públicas; así como integrante de las comisiones de Desarrollo Rural; y, de Infraestructura. El 31 de agosto de 2017 dejó el grupo parlamentario del PRD y se unió al de Morena.
En las elecciones locales de 2018 fue candidato de la coalición Juntos Haremos Historia a diputado al Congreso de la Ciudad de México por el Distrito 14 local, logró triunfo al recibir el 56.35% de los votos, frente al 22.86% de la coalición Por México al Frente. Representó a dicho distrito en la I Legislatura del Congreso de 2018 a 2021. Postulado a la reelección por el mismo cargo y distrito en las elecciones de 2021, volvió a ser elegido con el 40.94% de los votos, contra el 25.21% de la candidatura de PAN. Ejerció nuevamente el cargo en la II Legislatura de 2021 a 2024.
En las elecciones federales de 2024 fue candidato de la coalición Sigamos Haciendo Historia a diputado federal por el Distrito 14 federal. Fue elegido, recibiendo el 48.96% de los votos, frente al 45.30% de su competidor Héctor Hugo Hernández Rodríguez de la coalición Fuerza y Corazón por México.